# 453 TCN
453 TCN là một năm trong lịch La Mã.